# Maja Tabakova
Maja Tabakova född den 11 maj 1978 i Sofia, Bulgarien, är en bulgarisk gymnast.
Hon tog OS-silver i rytmisk gymnastik för trupper i samband med de olympiska gymnastiktävlingarna 1996 i Atlanta.